# Arama gobica
Arama gobica är en tvåvingeart som beskrevs av Richter 1972. Arama gobica ingår i släktet Arama och familjen parasitflugor. Inga underarter finns listade i Catalogue of Life.